# Huy chương Phúc lợi công cộng
Huy chương Phúc lợi công cộng là một giải thưởng của Viện hàn lâm Khoa học quốc gia Hoa Kỳ  nhằm "công nhận những đóng góp xuất sắc trong việc áp dụng khoa học vào lãnh vực Phúc lợi công cộng". 
Huy chương này được trao lần đầu năm 1914 và được trao hàng năm từ năm 1976.

## Danh sách người đoạt Huy chương
- 2015: Neil deGrasse Tyson
- 2014: John Porter
- 2013: Bill Gates và Melinda Gates
- 2012: Harold T. Shapiro
- 2011: Ismail Serageldin
- 2010: Eugenie C. Scott
- 2009: Neal F. Lane
- 2008: Norman P. Neureiter
- 2007: Maxine F. Singer
- 2006: Norman R. Augustine
- 2005: William H. Foege
- 2004: Maurice F. Strong
- 2003: Shirley M. Malcom
- 2002: Norman E. Borlaug
- 2001: David A. Kessler
- 2000: Gilbert F. White
- 1999: Arnold O. Beckman
- 1998: David A. Hamburg
- 1997: George W. Thorn
- 1996: William T. Golden
- 1995: Harold Amos
- 1994: Carl Sagan
- 1993: Jerome B. Wiesner
- 1992: Philip H. Abelson
- 1991: Victor F. Weisskopf
- 1990: C. Everett Koop
- 1989: David Packard
- 1988: John E. Sawyer
- 1987: Dale R. Corson
- 1986: William D. Carey
- 1985: I. I. Rabi
- 1984: Theodore M. Hesburgh
- 1983: Mina Rees
- 1982: Paul Grant Rogers
- 1981: Russell E. Train
- 1980: Walter S. Sullivan
- 1979: Cecil H. Green và Ida M. Green
- 1978: Donald A. Henderson
- 1977: Leona Baumgartner
- 1976: Emilio Q. Daddario
- 1972: Leonard Carmichael
- 1969: Lister Hill
- 1966: John W. Gardner
- 1964: Detlev W. Bronk
- 1963: J. G. Harrar
- 1962: James A. Shannon
- 1960: Alan T. Waterman
- 1959: James H. Doolittle
- 1958: Henry A. Moe
- 1957: Warren Weaver
- 1956: James R. Killian, Jr.
- 1951: David Lilienthal
- 1948: George H. Shull
- 1947: Karl T. Compton
- 1945: Vannevar Bush
- 1943:  John D. Rockefeller, Jr.
- 1939: J. Edgar Hoover
- 1937: Willis R. Whitney
- 1935: Hugh S. Cumming và F. F. Russell
- 1934: August Vollmer
- 1933: David Fairchild
- 1932: William H. Park
- 1931: Wickliffe Rose
- 1930: Stephen T. Mather
- 1928: Charles V. Chapin
- 1921: Charles W. Stiles
- 1920: Herbert Hoover
- 1917: Samuel W. Stratton
- 1916: Gifford Pinchot và Cleveland Abbe
- 1914: George W. Goethals và William C. Gorgas